# ريمبفيشورن
ريمبفيشورن (بالإنجليزية: Rimpfischhorn)‏ هو أحد جبال سلسلة جبال الألب بينيني ويقع في كانتون فاليز في سويسرا. يحتل المرتبة رقم 11 في قائمة جبال سويسرا من حيث الارتفاع، إذ يبلغ ارتفاعه حوالي 4199 متر، بينما يبلغ ارتفاع نتوء الجبل 642 متر، هذا وقد سجل أول وصول لقمة الجبل عام 1859.